# شاخص دموکراسی-دیکتاتوری

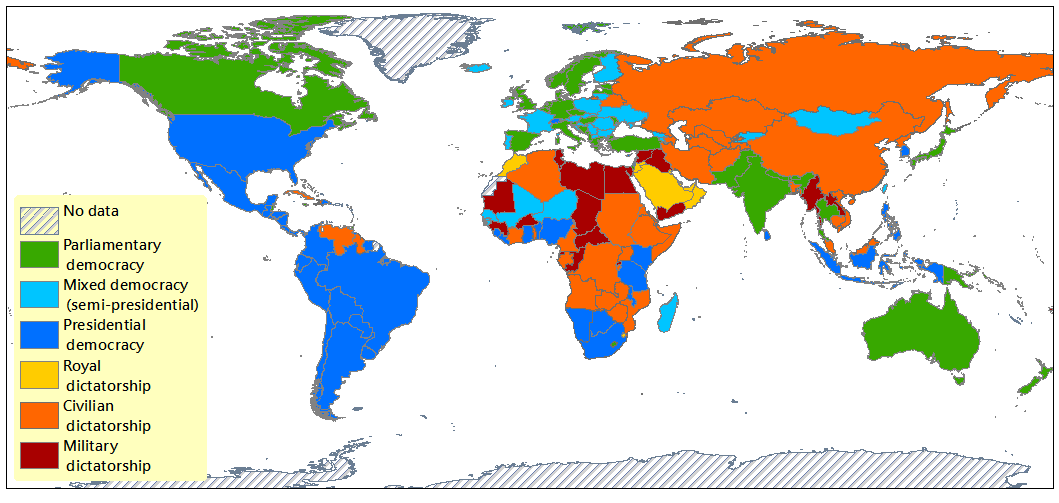
دموکراسی و دیکتاتوری در ۲۰۰۸

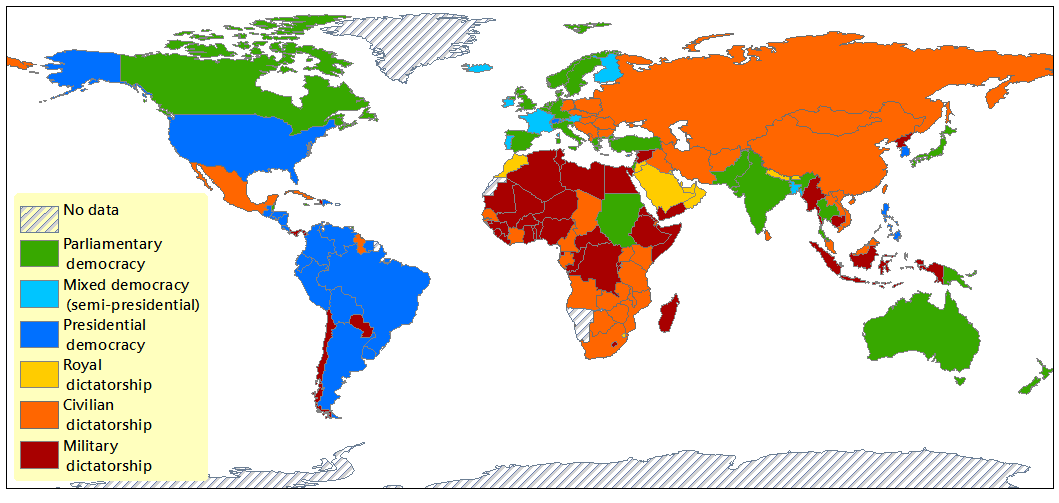
دموکراسی و دیکتاتوری ۱۹۸۸.

شاخص دموکراسی-دیکتاتوری (انگلیسی: Democracy-Dictatorship Index) به عبارت ساده شاخص DD یا مجموعه داده‌ها در مقیاس باینری در زمینه دموکراسی و دیکتاتوری سنجیده می‌شود، و اولین بار توسط آدام پرزوورسکی ارائه شد. سپس در ۲۰۱۰ و پیش از این توسط چیباب، گاندی و وریلند (۲۰۰۹) با در نظر گرفتن آخرین ارزیابی به‌روز شده در ۲۰۰۸ آن را به‌روز کردند و طرحی از جانب چیباب بود تا این شاخص را همه ساله به‌روز کنند.
بدنبال ایده شاخص طبقه‌بندی دموکراسی و دیکتاتوری که بر اساس ریاضی باینری به وسیله آلوارز در سال ۱۹۹۶ ارائه شد و توسط پرزوورسکی و چیباب، گاندی و وریلند ارتقاء پیدا کرد. یک دسته‌بندی شش برابری از مجموعه داده‌ها تکمیل شد به نام داده‌های DD.
این شاخص‌های DD از آن پس همه ساله ۱۹۹ کشور را از ۱۹۴۶ تا ۲۰۰۸ تحت بررسی و سنجش قرار دادند که در سمت چپ نتایج آن از ۱۹۸۸ و ۲۰۰۸ قابل ارائه است.

## طرح طبقه‌بندی شش برابر و قوانین آن
شاخص DD اولین دسته‌بندی رژیم‌های دیکتاتوری است که بر دو نوع هستند، دموکراسی و دیکتاتوری. دموکراسی خودش به سه زیر مجموعه تقسم می‌شود که عبارت است از دموکراسی پارلمانی، نیمه ریاست‌جمهوری و دموکراسی‌های ریاست‌جمهوری، برای دیکتاتوری‌ها، کشورهای پادشاهی و دیکتاتوری‌های نظامی و مدنی هستند.

### چهار قاعده
برای رژیمی که براساس طرح DD یک دموکراسی در نظر گرفته می‌شود، باید چهار قانون زیر را رعایت شود:
1. مدیر اجرایی کشور بایستی از طریق انتخابات عمومی انتخاب شود یا توسط ارگانی که از طریق مردمی انتخاب شده‌است.
2. مجلس قانونگذاری باید به صورت عمومی انتخابات برگزار کند.
3. در انتخابات باید بیش از یک حزب رقابت کند.
4. جایگزینی در قدرت بایستی مطابق قوانین انتخاباتی برگزار شود یعنی جایگزینی قدرت بر عهده همانهایی است که مسئولیت اداره را بر عهده داشتند.

## کشورها
شاخص دموکراسی-دیکتاتوری در رژیم‌های اصلی حامی «دموکراسی» و «دیکتاتوری» به سه نوع زیر است. دموکراسی‌ها می‌توانند یا پارلمانی باشند، یا نیمه ریاست جمهوری، یا ریاست جمهوری و دیکتاتوری‌ها می‌توانند غیرنظامی، نظامی یا سلطنتی باشند. بسیاری از کشورهایی که به شکل دیگری حکومت می‌کنند دیکتاتوری هستند، زیرا که دولت حاکم هیچگاه در انتخابات شکست نخورده؛ بنابراین غیرممکن است رژیمی دیکتاتور یا دموکرات باشد اما با شاخص DD آن‌ها دیکتاتور ارزیابی شوند. مگر این که یک آلترناتیوی برای جایگزینی قدرت به‌وجود آید.
| رژیم                   | نوع       | زیرمجموعه             | علت دیکتاتوری                                                                                          |
| ---------------------- | --------- | --------------------- | --- |
| افغانستان              | دیکتاتوری | دیکتاتوری مدنی        | ۴. نبود آلترناتیو                                                                                      |
| آلبانی                 | دموکراسی  | دموکراسی پارلمانی     | |
| الجزایر                | دیکتاتوری | دیکتاتوری مدنی        | ۴. نبود آلترناتیو                                                                                      |
| آندورا                 | دموکراسی  | دموکراسی پارلمانی     | |
| آنگولا                 | دیکتاتوری | دیکتاتوری مدنی        | ۱. ریاست انتخاب نشده                                                                                   |
| آنتیگوآ و باربودا      | دموکراسی  | دموکراسی پارلمانی     | |
| آرژانتین               | دموکراسی  | دموکراسی با رئیس‌جمهور | |
| ارمنستان               | دموکراسی  | نیمه دموکراسی         | |
| استرالیا               | دموکراسی  | دموکراسی پارلمانی     | |
| اتریش                  | دموکراسی  | نیمه دموکراسی         | |
| آذربایجان              | دیکتاتوری | دیکتاتوری مدنی        | ۴. نبود آلترناتیو                                                                                      |
| باهاما                 | دموکراسی  | دموکراسی پارلمانی     | |
| بحرین                  | دیکتاتوری | دیکتاتوری سلطنتی      | ۱. ریاست انتخاب نشده ۳. بدون احزاب                                                                     |
| بنگلادش                | دیکتاتوری | دیکتاتوری مدنی        | ۱. ریاست انتخاب نشده 1. بدون مجلس قانونگذاری 2. نبود حزب قانونی                                        |
| باربادوس               | دموکراسی  | دموکراسی پارلمانی     | |
| بلاروس                 | دیکتاتوری | دیکتاتوری مدنی        | |
| بلژیک                  | دموکراسی  | دموکراسی پارلمانی     | |
| بلیز                   | دموکراسی  | دموکراسی پارلمانی     | |
| بنین                   | دموکراسی  | دموکراسی با رئیس‌جمهور | |
| بوتان                  | دموکراسی  | دموکراسی پارلمانی     | |
| بولیوی                 | دموکراسی  | دموکراسی با رئیس‌جمهور | |
| بوسنی و هرزگوین        | دیکتاتوری | دیکتاتوری مدنی        | ۱. ریاست انتخاب نشده                                                                                   |
| بوتسوانا               | دیکتاتوری | دیکتاتوری نظامی       | ۴. نبود آلترناتیو                                                                                      |
| برزیل                  | دموکراسی  | دموکراسی با رئیس‌جمهور | |
| بحرین                  | دیکتاتوری | دیکتاتوری سلطنتی      | ۱. ریاست انتخاب نشده 1. مجلس قانونگذاری انتخاب نشده‌است 2. تک حزبی                                      |
| بلغارستان              | دموکراسی  | نیمه دموکراسی         | |
| بورکینافاسو            | دیکتاتوری | دیکتاتوری نظامی       | ۴. نبود آلترناتیو                                                                                      |
| بوروندی                | دموکراسی  | دموکراسی با رئیس‌جمهور | |
| کامبوج                 | دیکتاتوری | دیکتاتوری مدنی        | ۴. نبود آلترناتیو                                                                                      |
| کامرون                 | دیکتاتوری | دیکتاتوری مدنی        | ۴. نبود آلترناتیو                                                                                      |
| کانادا                 | دموکراسی  | دموکراسی پارلمانی     | |
| کیپ ورد                | دموکراسی  | نیمه دموکراسی         | |
| آفریقای مرکزی          | دیکتاتوری | دیکتاتوری نظامی       | ۴. نبود آلترناتیو                                                                                      |
| چاد                    | دیکتاتوری | دیکتاتوری نظامی       | ۴. نبود آلترناتیو                                                                                      |
| شیلی                   | دموکراسی  | دموکراسی با رئیس‌جمهور | |
| چین                    | دیکتاتوری | دیکتاتوری مدنی        | ۳. همه احزاب در رژیم هستند                                                                             |
| کلمبیا                 | دموکراسی  | دموکراسی با رئیس‌جمهور | |
| کومور                  | دموکراسی  | دموکراسی با رئیس‌جمهور | |
| کنگو                   | دیکتاتوری | دیکتاتوری نظامی       | ۴. نبود آلترناتیو                                                                                      |
| کاستاریکا              | دموکراسی  | دموکراسی با رئیس‌جمهور | |
| ساحل عاج               | دیکتاتوری | دیکتاتوری مدنی        | |
| کرواسی                 | دموکراسی  | نیمه دموکراسی         | |
| کوبا                   | دیکتاتوری | دیکتاتوری نظامی       | ۳. دولت قانونی تک حزبی                                                                                 |
| قبرس                   | دموکراسی  | دموکراسی با رئیس‌جمهور | |
| چک                     | دموکراسی  | دموکراسی پارلمانی     | |
| کنگو                   | دیکتاتوری | دیکتاتوری مدنی        | ۴. نبود آلترناتیو                                                                                      |
| دانمارک                | دموکراسی  | دموکراسی پارلمانی     | |
| جیبوتی                 | دیکتاتوری | دیکتاتوری مدنی        | ۳. یک حزب قانونی                                                                                       |
| دومینیکا               | دموکراسی  | دموکراسی پارلمانی     | |
| دومینیکن               | دموکراسی  | دموکراسی با رئیس‌جمهور | |
| تیمور شرقی             | دموکراسی  | نیمه دموکراسی         | |
| اکوادور                | دموکراسی  | دموکراسی با رئیس‌جمهور | |
| مصر                    | دیکتاتوری | دیکتاتوری نظامی       | ۴. نبود آلترناتیو                                                                                      |
| السالوادور             | دموکراسی  | دموکراسی با رئیس‌جمهور | |
| گینه استوایی           | دیکتاتوری | دیکتاتوری نظامی       | ۴. نبود آلترناتیو                                                                                      |
| اریتره                 | دیکتاتوری | دیکتاتوری مدنی        | ۱. ریاست انتخاب نشده 1. مجلس قانونگذاری انتخاب نشده‌است 2. تحرم تمام احزاب 3. . نبود آلترناتیو          |
| استونی                 | دموکراسی  | دموکراسی پارلمانی     | |
| اتیوپی                 | دیکتاتوری | دیکتاتوری مدنی        | ۳. همه احزاب در رژیم هستند ۴. نبود آلترناتیو                                                           |
| فیجی                   | دیکتاتوری | دیکتاتوری نظامی       | ۱. ریاست انتخاب نشده 1. بدون مجلس قانونگذاری 2. نبود حزب قانونی                                        |
| فنلاند                 | دموکراسی  | دموکراسی              | |
| فرانسه                 | دموکراسی  | دموکراسی با رئیس‌جمهور | |
| گابن                   | دیکتاتوری | دیکتاتوری مدنی        | ۴. نبود آلترناتیو                                                                                      |
| گامبیا                 | دیکتاتوری | دیکتاتوری نظامی       | ۴. نبود آلترناتیو                                                                                      |
| گرجستان                | دموکراسی  | نیمه دموکراسی         | |
| آلمان                  | دموکراسی  | دموکراسی پارلمانی     | |
| غنا                    | دموکراسی  | دموکراسی با رئیس‌جمهور | |
| یونان                  | دموکراسی  | دموکراسی پارلمانی     | |
| گرنادا                 | دموکراسی  | دموکراسی پارلمانی     | |
| گواتمالا               | دموکراسی  | دموکراسی با رئیس‌جمهور | |
| گینه                   | دیکتاتوری | دیکتاتوری نظامی       | ۱. ریاست انتخاب نشده                                                                                   |
| گینه بیسائو            | دموکراسی  | نیمه دموکراسی         | |
| گویان                  | دیکتاتوری | دیکتاتوری مدنی        | ۴. نبود آلترناتیو                                                                                      |
| هائیتی                 | دیکتاتوری | دیکتاتوری مدنی        | ۴. نبود آلترناتیو                                                                                      |
| هندوراس                | دموکراسی  | دموکراسی با رئیس‌جمهور | |
| مجارستان               | دموکراسی  | دموکراسی پارلمانی     | |
| ایسلند                 | دموکراسی  | نیمه دموکراسی         | |
| هند                    | دموکراسی  | دموکراسی پارلمانی     | |
| اندونزی                | دموکراسی  | دموکراسی با رئیس‌جمهور | |
| ایران                  | دیکتاتوری | استبداد دینی          | ۳. تمام احزاب حکومتی                                                                                   |
| عراق                   | دیکتاتوری | دیکتاتوری مدنی        | ۳. تمام احزاب حکومتی                                                                                   |
| جمهوری ایرلند          | دموکراسی  | نیمه دموکراسی         | |
| اسرائیل                | دموکراسی  | دموکراسی پارلمانی     | |
| ایتالیا                | دموکراسی  | دموکراسی پارلمانی     | |
| جامائیکا               | دموکراسی  | دموکراسی پارلمانی     | |
| ژاپن                   | دموکراسی  | دموکراسی پارلمانی     | |
| اردن                   | دیکتاتوری | دیکتاتوری سلطنتی      | ۱. ریاست انتخاب نشده                                                                                   |
| قزاقستان               | دیکتاتوری | دیکتاتوری مدنی        | ۴. نبود آلترناتیو                                                                                      |
| کنیا                   | دموکراسی  | دموکراسی با رئیس‌جمهور | |
| کیریباتی               | دموکراسی  | دموکراسی پارلمانی     | |
| کویت                   | دیکتاتوری | دیکتاتوری سلطنتی      | ۱. ریاست انتخاب نشده 3. All parties legally banned                                                     |
| قرقیزستان              | دموکراسی  | نیمه دموکراسی         | |
| لائوس                  | دیکتاتوری | دیکتاتوری نظامی       | ۳. دولت قانونی تک حزبی                                                                                 |
| لتونی                  | دموکراسی  | دموکراسی پارلمانی     | |
| لبنان                  | دموکراسی  | دموکراسی پارلمانی     | |
| لسوتو                  | دیکتاتوری | دیکتاتوری مدنی        | ۴. نبود آلترناتیو                                                                                      |
| لیبریا                 | دموکراسی  | دموکراسی با رئیس‌جمهور | |
| لیبی                   | دیکتاتوری | دیکتاتوری نظامی       | ۱. ریاست انتخاب نشده 1. Legislature is appointed 2. بدون احزاب                                         |
| لیختن‌اشتاین            | دموکراسی  | دموکراسی پارلمانی     | |
| لیتوانی                | دموکراسی  | نیمه دموکراسی         | |
| لوکزامبورگ             | دموکراسی  | دموکراسی پارلمانی     | |
| مقدونیه شمالی          | دموکراسی  | نیمه دموکراسی         | |
| ماداگاسکار             | دموکراسی  | نیمه دموکراسی         | |
| مالاوی                 | دموکراسی  | دموکراسی با رئیس‌جمهور | |
| مالزی                  | دیکتاتوری | دیکتاتوری مدنی        | ۳. تمام احزاب حکومتی ۴. نبود آلترناتیو                                                                 |
| مالدیو                 | دموکراسی  | دموکراسی با رئیس‌جمهور | |
| مالی                   | دموکراسی  | نیمه دموکراسی         | |
| مالت                   | دموکراسی  | دموکراسی پارلمانی     | |
| جزایر مارشال           | دموکراسی  | دموکراسی پارلمانی     | |
| موریتانی               | دیکتاتوری | دیکتاتوری نظامی       | ۱. ریاست انتخاب نشده 1. بدون مجلس قانونگذاری 2. نبود حزب قانونی                                        |
| موریس                  | دموکراسی  | دموکراسی پارلمانی     | |
| مکزیک                  | دموکراسی  | دموکراسی با رئیس‌جمهور | |
| میکرونزی               | دموکراسی  | دموکراسی با رئیس‌جمهور | |
| مولدووا                | دموکراسی  | دموکراسی پارلمانی     | |
| مغولستان               | دموکراسی  | نیمه دموکراسی         | |
| مونته‌نگرو              | دیکتاتوری | دیکتاتوری مدنی        | ۴. نبود آلترناتیو                                                                                      |
| مراکش                  | دیکتاتوری | دیکتاتوری سلطنتی      | ۱. ریاست انتخاب نشده                                                                                   |
| موزامبیک               | دیکتاتوری | دیکتاتوری مدنی        | ۴. نبود آلترناتیو                                                                                      |
| برمه                   | دیکتاتوری | دیکتاتوری نظامی       | ۱. ریاست انتخاب نشده 1. بدون مجلس قانونگذاری 2. نبود حزب قانونی                                        |
| نامیبیا                | دیکتاتوری | دیکتاتوری مدنی        | ۴. نبود آلترناتیو                                                                                      |
| نائورو                 | دموکراسی  | دموکراسی پارلمانی     | |
| نپال                   | دموکراسی  | دموکراسی پارلمانی     | |
| هلند                   | دموکراسی  | دموکراسی پارلمانی     | |
| نیوزیلند               | دموکراسی  | دموکراسی پارلمانی     | |
| نیکاراگوئه             | دموکراسی  | دموکراسی با رئیس‌جمهور | |
| نیجر                   | دموکراسی  | نیمه دموکراسی         | |
| نیجریه                 | دموکراسی  | دموکراسی با رئیس‌جمهور | |
| کرهٔ شمالی              | دیکتاتوری | دیکتاتوری مدنی        | ۱. ریاست انتخاب نشده                                                                                   |
| نروژ                   | دموکراسی  | دموکراسی پارلمانی     | |
| عمان                   | دیکتاتوری | دیکتاتوری سلطنتی      | ۱. ریاست انتخاب نشده 1. Legislature is closed 2. نبود حزب قانونی                                       |
| پاکستان                | دیکتاتوری | دیکتاتوری مدنی        | |
| پالائو                 | دموکراسی  | دموکراسی با رئیس‌جمهور | |
| پاناما                 | دموکراسی  | دموکراسی با رئیس‌جمهور | |
| پاپوآ گینهٔ نو          | دموکراسی  | دموکراسی پارلمانی     | |
| پاراگوئه               | دموکراسی  | دموکراسی با رئیس‌جمهور | |
| پرو                    | دموکراسی  | دموکراسی با رئیس‌جمهور | |
| فیلیپین                | دموکراسی  | دموکراسی با رئیس‌جمهور | |
| لهستان                 | دموکراسی  | نیمه دموکراسی         | |
| پرتغال                 | دموکراسی  | نیمه دموکراسی         | |
| قطر                    | دیکتاتوری | دیکتاتوری سلطنتی      | ۱. ریاست انتخاب نشده 1. مجلس قانونگذاری انتخاب نشده‌است 2. نبود حزب قانونی                              |
| رومانی                 | دموکراسی  | نیمه دموکراسی         | |
| روسیه                  | دیکتاتوری | دیکتاتوری مدنی        | ۴. نبود آلترناتیو                                                                                      |
| رواندا                 | دیکتاتوری | دیکتاتوری نظامی       | ۴. نبود آلترناتیو                                                                                      |
| ساموآ                  | دیکتاتوری | دیکتاتوری سلطنتی      | ۴. نبود آلترناتیو                                                                                      |
| سان مارینو             | دموکراسی  | دموکراسی پارلمانی     | |
| سائوتومه و پرنسیپ      | دموکراسی  | نیمه دموکراسی         | |
| عربستان سعودی          | دیکتاتوری | دیکتاتوری سلطنتی      | ۱. ریاست انتخاب نشده 1. مجلس قانونگذاری انتخاب نشده‌است 2. نبود حزب قانونی                              |
| سنگال                  | دموکراسی  | نیمه دموکراسی         | |
| صربستان                | دموکراسی  | نیمه دموکراسی         | |
| سیشل                   | دیکتاتوری | دیکتاتوری مدنی        | ۴. نبود آلترناتیو                                                                                      |
| سیرالئون               | دموکراسی  | دموکراسی با رئیس‌جمهور | |
| سنگاپور                | دیکتاتوری | دیکتاتوری نظامی       | ۴. نبود آلترناتیو                                                                                      |
| اسلواکی                | دموکراسی  | نیمه دموکراسی         | |
| اسلوونی                | دموکراسی  | دموکراسی پارلمانی     | |
| جزایر سلیمان           | دموکراسی  | دموکراسی پارلمانی     | |
| سومالی                 | دیکتاتوری | دیکتاتوری مدنی        | ۲. مجلس قانونگذاری انتخاب نشده‌است ۳. نبود حزب قانونی                                                   |
| آفریقای جنوبی          | دیکتاتوری | دیکتاتوری مدنی        | ۴. نبود آلترناتیو                                                                                      |
| کرهٔ جنوبی              | دموکراسی  | دموکراسی با رئیس‌جمهور | |
| اسپانیا                | دموکراسی  | دموکراسی پارلمانی     | |
| سری‌لانکا               | دموکراسی  | دموکراسی با رئیس‌جمهور | |
| سنت کیتس و نویس        | دموکراسی  | دموکراسی پارلمانی     | |
| سنت لوسیا              | دموکراسی  | دموکراسی پارلمانی     | |
| سنت وینسنت و گرنادین‌ها | دموکراسی  | دموکراسی پارلمانی     | |
| سودان                  | دیکتاتوری | دیکتاتوری نظامی       | ۱. ریاست انتخاب نشده ۲. مجلس قانونگذاری انتخاب نشده‌است                                                 |
| سورینام                | دموکراسی  | دموکراسی با رئیس‌جمهور | |
| اسواتینی               | دیکتاتوری | دیکتاتوری سلطنتی      | ۱. ریاست انتخاب نشده ۳. دولت قانونی تک حزبی                                                            |
| سوئد                   | دموکراسی  | دموکراسی پارلمانی     | |
| سوئیس                  | دموکراسی  | دموکراسی با رئیس‌جمهور | |
| سوریه                  | دیکتاتوری | دیکتاتوری نظامی       | ۳. تمام احزاب حکومتی                                                                                   |
| جمهوری چین             | دموکراسی  | نیمه دموکراسی         | |
| تاجیکستان              | دیکتاتوری | دیکتاتوری مدنی        | ۴. نبود آلترناتیو                                                                                      |
| تانزانیا               | دیکتاتوری | دیکتاتوری نظامی       | ۴. نبود آلترناتیو                                                                                      |
| تایلند                 | دموکراسی  | دیکتاتوری نظامی       | |
| توگو                   | دیکتاتوری | دیکتاتوری مدنی        | ۴. نبود آلترناتیو                                                                                      |
| تونگا                  | دیکتاتوری | دیکتاتوری سلطنتی      | ۱. ریاست انتخاب نشده ۲. مجلس قانونگذاری انتخاب نشده‌است 3. All parties legally banned ۴. نبود آلترناتیو |
| ترینیداد و توباگو      | دموکراسی  | دموکراسی پارلمانی     | |
| تونس                   | دیکتاتوری | دیکتاتوری نظامی       | ۴. نبود آلترناتیو                                                                                      |
| ترکیه                  | دموکراسی  | نیمه دموکراسی         | |
| ترکمنستان              | دیکتاتوری | دیکتاتوری مدنی        | 3. Legally تک حزبی state                                                                               |
| تووالو                 | دموکراسی  | دموکراسی پارلمانی     | |
| اوگاندا                | دیکتاتوری | دیکتاتوری مدنی        | ۴. نبود آلترناتیو                                                                                      |
| اوکراین                | دموکراسی  | نیمه دموکراسی         | |
| امارات متحدهٔ عربی      | دیکتاتوری | دیکتاتوری سلطنتی      | ۱. ریاست انتخاب نشده 1. بدون مجلس قانونگذاری 2. نبود حزب قانونی                                        |
| بریتانیای کبیر         | دموکراسی  | دموکراسی پارلمانی     | |
| ایالات متحده آمریکا    | دموکراسی  | دموکراسی با رئیس‌جمهور | |
| اروگوئه                | دموکراسی  | دموکراسی با رئیس‌جمهور | |
| ازبکستان               | دیکتاتوری | دیکتاتوری مدنی        | ۳. تک حزبی ۴. نبود آلترناتیو                                                                           |
| وانواتو                | دموکراسی  | دموکراسی پارلمانی     | |
| ونزوئلا                | دیکتاتوری | دیکتاتوری مدنی        | |
| ویتنام                 | دیکتاتوری | دیکتاتوری مدنی        | ۱. ریاست انتخاب نشده ۳. تک حزبی                                                                        |
| یمن                    | دیکتاتوری | دیکتاتوری نظامی       | ۴. نبود آلترناتیو                                                                                      |
| زامبیا                 | دیکتاتوری | دیکتاتوری مدنی        | ۴. نبود آلترناتیو                                                                                      |
| زیمبابوه               | دیکتاتوری | دیکتاتوری مدنی        | ۴. نبود آلترناتیو                                                                                      |

## دسته‌بندی دموکراسی‌ها

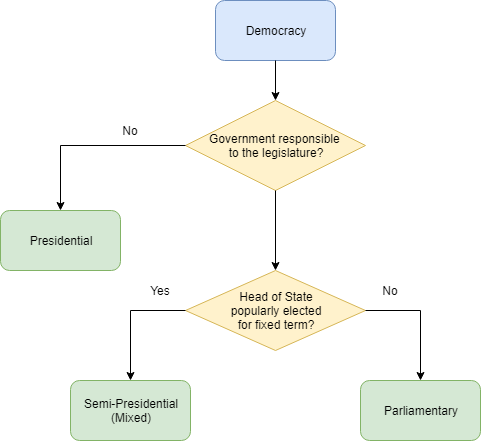
یک نمودار فلوچارت برای طبقه‌بندی دموکراسی‌ها. توجه داشته باشید که نام رسمی دسته‌بندی آنها را تعیین نمی‌کند.

دموکراسی‌ها برمبنای قوانین وضع‌شده دسته‌بندی می‌شوند و ممکن است دموکراسی‌ها با شاخص ریاست جمهوری، مخلوط یا نیمه ریاست جمهوری یا دموکراسی پارلمانی باشند. مهم است که توجه داشته باشیم که این اسامی به عناوین رسمی یا عرفی هر کشوری مربوط نمی‌شود. به عنوان مثال، «پارلمان» ممکن است به عنوان «پارلمان» طبقه‌بندی شود، اما هنوز یکی از سه طبقه‌بندی ریاست‌جمهوری، نیمه ریاست جمهوری و دموکراسی پارلمانی را در بر می‌گیرد. طبقه‌بندی بستگی به قواعد ارتباطی بین یک دولت، مجلس قانونگذاری و رئیس دولت دارد. مدیر اجرایی می‌تواند نام‌های بسیاری از جمله صدراعظم، نخست‌وزیر، یا اول شخص و ریاست بخش اجرایی باشد. به عنوان مثال، در انگلستان، رئیس اجرایی نخست‌وزیر است و وزیران، سران گروه‌های اجرایی هستند که با هم دولت را تشکیل می‌دهند.

### مسئولیت قانونی
اولین تمایز این است که آیا یک کشور مسئولیت قانونگذاری را برعهده دارد، یعنی اینکه آیا اکثریت رای‌دهندگان در مجلس قانونگذاری می‌توانند بدون اجازه، دولت حاکم را برکنار کنند. اکثریت مورد نیاز برای حذف یک دولت حاکم در بین کشورهای مختلف متفاوت است، که ترم قانونی آن رای عدم اعتماد است. بعضی از کشورها (اسپانیا، بلژیک، آلمان، اسرائیل و غیره) با رای عدم اعتماد مشخص می‌کنند چه کسی جایگزین دولت در قدرت خواهد بود تا به این وسیله خلاء قدرت دولت با یک دولت موقت را کم کنند تا اساساً جایگزینی دولت، کامل انجام شود. این شیوه رای‌گیری موسوم به رای عدم‌اعتماد است. گاهی اوقات دولت‌های حاکم، با یک رأی عدم‌اعتماد قانونی را به تصویب می‌رسانند تا به‌طور موقت، بقای حکومت را با بهره‌گیری ا ز قانون حفظ کنند.

### رئیس دولت
تمایز دوم این است که آیا رئیس دولت برای یک دوره ثابت انتخاب خواهد شد یا خیر. این که چه کسی رئیس دولت است می‌تواند بین کشورها متفاوت باشد. رئیس دولت می‌تواند حتی بدون انتخاب مادامیکه همه چهار معیار DD را برآورده سازد می‌تواند به عنوان رئیس دولت انتخاب شود چرا که رئیس دولت برای دسته‌بندی کشورها به عنوان دموکراسی یا دیکتاتوری استفاده نمی‌شود بلکه به جای آن که بین دموکراسی‌ها تمایز قائل شود گذاشته شده. محبوب یا مردمی به این معنی است که رئیس دولت مستقیماً توسط شهروندان انتخاب شود یا توسط هیئتی انتخاب شود که آن هیئت آن‌ها را انتخاب می‌کند (به عنوان مثال کالج انتخاباتی در آمریکا). در آلمان رئیس دولت توسط بوندستاگ منطقه‌ای انتخاب می‌شود و از طریق انتخابات عمومی مردم انتخاب نمی‌شود. مهم است ذکر کنیم که این کشورها ممکن است ارگانی به نام "رئیس‌جمهور" داشته باشند که هنوز می‌تواند دفتر رئیس‌جمهور را انتخاب کند یا دفتر به مدیر اجرایی ارجاع شود. اگر رئیس دولت در انتخابات سراسری انتخاب شود، معمولاً رئیس‌جمهور نامیده می‌شود و اگر به این شکل نباشند، اغلب به آنها سلطنت یا پادشاهی می‌گویند. با این حال، این موضوع می‌تواند گیج‌کننده باشد چرا که برخی از کشورها (آلمان برای مثال) یک رئیس دولت دارند که انتخاب می‌شود اما نه از صندوق آرای مردمی که رئیس‌جمهور نامیده می‌شود. مأموریت DD فقط این نیست که چگونه دموکراسی‌های را دسته‌بندی کند بلکه روی اختیارات، مسئولیت‌های اداری و طبقه‌بندی آنها کار می‌کند و نه فقط روی نام رسمی متمرکز باشد. این "عبارت ثابت " نشان‌دهنده زمانی است که رئیس دولت انتخاب می‌شود، روسای دولت طی زمان مشخصی به خدمت می‌پردازند و با برگزاری انتخابات دیگری آنها می‌توانند از کار برکنار شوند و نه بدون انجام پروسه انتخابات.

## طبقه‌بندی
اولین تمایز این است که آیا یک دولت دموکراتیک نسبت به قانونگذاران التزام دارد؟ اگر نسبت به مجلس قانونگذاری التزامی نداشته باشد، به آن دموکراسی ریاست‌جمهوری می‌گویند. اگر دولت نسبت به قانونگذاران التزام داشته باشد، تمایز بیشتری وجود دارد مابین دموکراسی‌هایی که در آنها رئیس‌جمهور به‌طور عمومی انتخاب می‌شود و دموکراسی‌هایی که در آن رئیس‌جمهور توسط مردم انتخاب نشده‌است. اگر رؤسای جمهور برای مدت مشخصی انتخاب شوند، به این شاخص دموکراسی متنوع یا نیمه ریاست جمهوری گفته می‌شود. اگر رئیس دولت مادام العمر باشد یا از صندوق‌های رای بیرون نیامده باشد یا زمان مشخص داشته باشد، به آن دموکراسی پارلمانی می‌گویند.
جدول زیر لیستی کامل از کشورهایی که دموکراسی ارائه می‌دهند را نشان می‌دهد، توجه داشته باشید که رئیس دولت، مدیر اجرایی، دولت و مجلس قانونگذاری ممکن است نام رسمی خود را در تناقض با این طبقه‌بندی ببینند؛ زیرا نام دموکراسی و دفتر مرتبط با آن نوع آن دموکراسی را تعیین نمی‌کند.